# فيليس ديلر
فيليس أدا درايفر (بالإنجليزية: Phyllis Diller)‏ (17 يوليو 1917 - 20 أغسطس 2012)، المعروفة باسم فيليس ديلر، هي ممثلة ومؤدية كوميدية أمريكية، اشتهرت بشخصية المرأة غريبة الأطوار، فكاهتها التي تسخر فيها من ذاتها، شعرها وملابس المبهرجة، وضحكتها المبالغة.
كانت ديلر رائدة ضمن مجالها في الكوميديا الإلقائية، وهي إحدى أوائل الفنانات الكوميديات التي أصبح اسمها مشهورا بين أغلب العائلات في الولايات المتحدة. وقد مهدت الطريق لفنانات أخريات مثل جوان ريفرز وروزان بار وإلين ديجينيريس، وغيرهن، واللاتي شهدن بتأثير ديلر عليهم. حظيت ديلر بجمهور كبير بين مثليي الجنس واعتبرت رمزا في ثقافة المثلية. وكانت أيضا واحدة من أول المشاهير التي تعلن أنها على الملأ أنها أجرت جراحات تجميلية، ولهذا حظيت بتقدير من قبل هذه الصناعة.
عملت ديلر في أكثر من 40 فيلما، بدءا من عام 1961 في روعة بين العشب. وظهرت في العديد من المسلسلات التلفزيونية، وأغلبها كان في أدوار شرفية، ولكنها مثلت أيضا في مسلسل كوميدي قصير خاص ببها وبرنامج منوعات. كما قدمت صوتها في عدد من الأفلام مثل زوجة الوحش في حفلة الوحوش المجنونة، والملكة في حياة حشرة، الجدة النيوترون في جيمي نيوترون: الفتى العبقري، و ثيلما غريفين في فاميلي غاي.

## روابط خارجية
- فيليس ديلر على موقع IMDb (الإنجليزية)
- فيليس ديلر على موقع الموسوعة البريطانية (الإنجليزية)
- فيليس ديلر على موقع روتن توميتوز (الإنجليزية)
- فيليس ديلر على موقع ألو سيني (الفرنسية)
- فيليس ديلر على موقع ميوزك برينز (الإنجليزية)
- فيليس ديلر على موقع تيرنر كلاسيك موفيز (الإنجليزية)
- فيليس ديلر على موقع أول موفي (الإنجليزية)
- فيليس ديلر على موقع قاعدة بيانات برودواي على الإنترنت (الإنجليزية)
- فيليس ديلر على موقع قاعدة بيانات الأفلام السويدية (السويدية)
- فيليس ديلر على موقع إن إن دي بي (الإنجليزية)